# Чикагское управление городского транспорта
Чикагское управление городского транспорта (ЧУТ; англ. Chicago Transit Authority, CTA) — оператор общественного транспорта города Чикаго и его пригородов, включая поезда Чикагского метрополитена и автобусное сообщение.
ЧУТ является независимым правительственным агентством штата Иллинойс, начавшее работать с 1 октября 1947 года после покупки и объединения транспортных активов Чикагской компании скоростного транспорта и Системы трамвайного сообщения.
В 1952 году ЧУТ приобрела активы Чикагской автобусной компании, которая находилась под контролем основателя компании «Жёлтое такси» Джона Герца, в результате чего была создана единая полностью унифицированная система.
Сегодня ЧУТ является одним из трёх управлений по обслуживанию, финансово поддерживаемых Региональным транспортным управлением. Служба ЧУТ связана с пригородной железной дорогой Метра, а также с пригородными автобусами и службой паратранзита Pace.